# القوات الخاصة الجزائرية
القوات الخاصة الجزائرية، هي وحدات في الجيش تابعة إلى القوات البرية الجزائرية للجيش الوطني الشعبي، رجال المغاوير أو فرق التدخل والاقتحام أو المظلي (الصاعقة)، مختصون في التدخل السريع تلقو تدريبات خاصة من جميع النواحي القتالية لغرض التدخل السريع، هي الدرع الحصين للجزائر ويهابها الكثير ولها تاريخ في الثورة وفي الشرق الأوسط وحرب الرمال خاصةً، تكوينها العسكري النظري والتطبيقي الموجهة للدفاع عن الوطن من خلال تكوين عسكري يتسم بالقوة البدنية والقتالية في مختلف الظروف والأوقات وتنمية القدرات الذهنية للعسكريين وكذا الرفع من مستوى عناصر الجيش الثقافية والرياضية بمختلف الورشات ذات التجهيز المتطور المواكب للعصرنة وبتكنولوجيا عالية، ما يميز القوات الخاصة عن غيرها من قوات الجيش هو القوة البدنية والسرعة في التدخل والحزم في الفعل وكذا رد الفعل العسكري مع سرعة الاختفاء والتمويه، ويعتبر مركز التدريب ببوغار الوحيد من نوعه في الوطن الذي يعنى بتدريب المغاوير التابعين للقوات الخاصة، كما يستقبل أفرادا من الحرس الجمهوري والشرطة القضائية والعسكرية والدفاع الجوي عن الإقليم للتدريب في مكافحة الإرهاب والتدخل السريع.

## تاريخ
تعود النواة الأولى للقوات الخاصة الجزائرية إلى حرب تحرير الوطن كباقي اصناف القوات المسلحة الجزائرية التي ولدت جميعها أثناء المعركة، في سنة 1957م بدأت اولى أفواج الكوموندوس التي تمت تأسيسها وتدريبها لمواجهة قوات الفرقة العاشرة المظلية الفرنسية ولتنفيذ العمليات الخاصة ضد الاهداف المختارة للاستعمار الفرنسي، وبعد الاستقلال في نهاية الستينات تم تأسيس المدرسة التطبيقية للقوات الخاصة.

## المدرسة العليا للقوات الخاصة
المدرسة التطبيقية للقوات الخاصة من قوات البرية، أنشأت سنة 1963م، كانت تسمى مركز تدريب المغاوير سكيكدة، ثم في سنة 1971م، نقلت إلى بسكرة بأسم مركز تكوين القوات المحمولة جوا، في سنة 1975م، في إطار تطوير وحدات الجيش الوطني الشعبي، غير أسمها إلى مدرسة القوات المحمولة جوا، بعدها سنة 1991م، في إطار إعادة هيكلة القوات المسلحة غير أسمها إلى المدرسة التطبيقية للقوات الخاصة، وفي سنة 2016م وبمقتضى مرسوم رئاسي تم تحويل المدرسة التطبيقية للقوات الخاصة إلى المدرسة العليا للقوات الخاصة.

### مهام وتنظيم المدرسة
تتلقى الدفعات المتخرجة، تكوينا عسكريا، نظريا وتطبيقيا، يشمل المعارف العسكرية والعلمية، والتربية البدنية والمعنوية، التي تسمح لها بمسايرة العصر، والعمل في بيئات متجددة، تعرف تطورا تكنولوجيا، واتصاليا، متواصلا حسب المحاور التالية:
- محور التعليم العسكري والتخصصي، الهادف إلى رفع كفاءاتهم في مجال اختصاصاتهم المهنية.
- محور التعليم العام، الهادف إلى تزويدهم بمعارف من شأنها تنمية ثقافتهم وتوسيع مداركهم لمختلف الأحداث والقضايا و التهديدات العسكرية.
- محور التعليم العلمي، الهادف إلى توسيع معارفهم وتزويدهم بمناهج وطرقا تعليمية جديدة بوسائل متطورة لمسايرة التقدم العلمي.
- محور النشاطات المختلفة، التي تهدف إلى إعداد المتربصين وتحضيرهم معنويا وبدنيا وقتاليا، لتنفيذ مهامهم بصورة مُحكمة ودقيقة.[3]

## فرق النخبة (المغاوير)

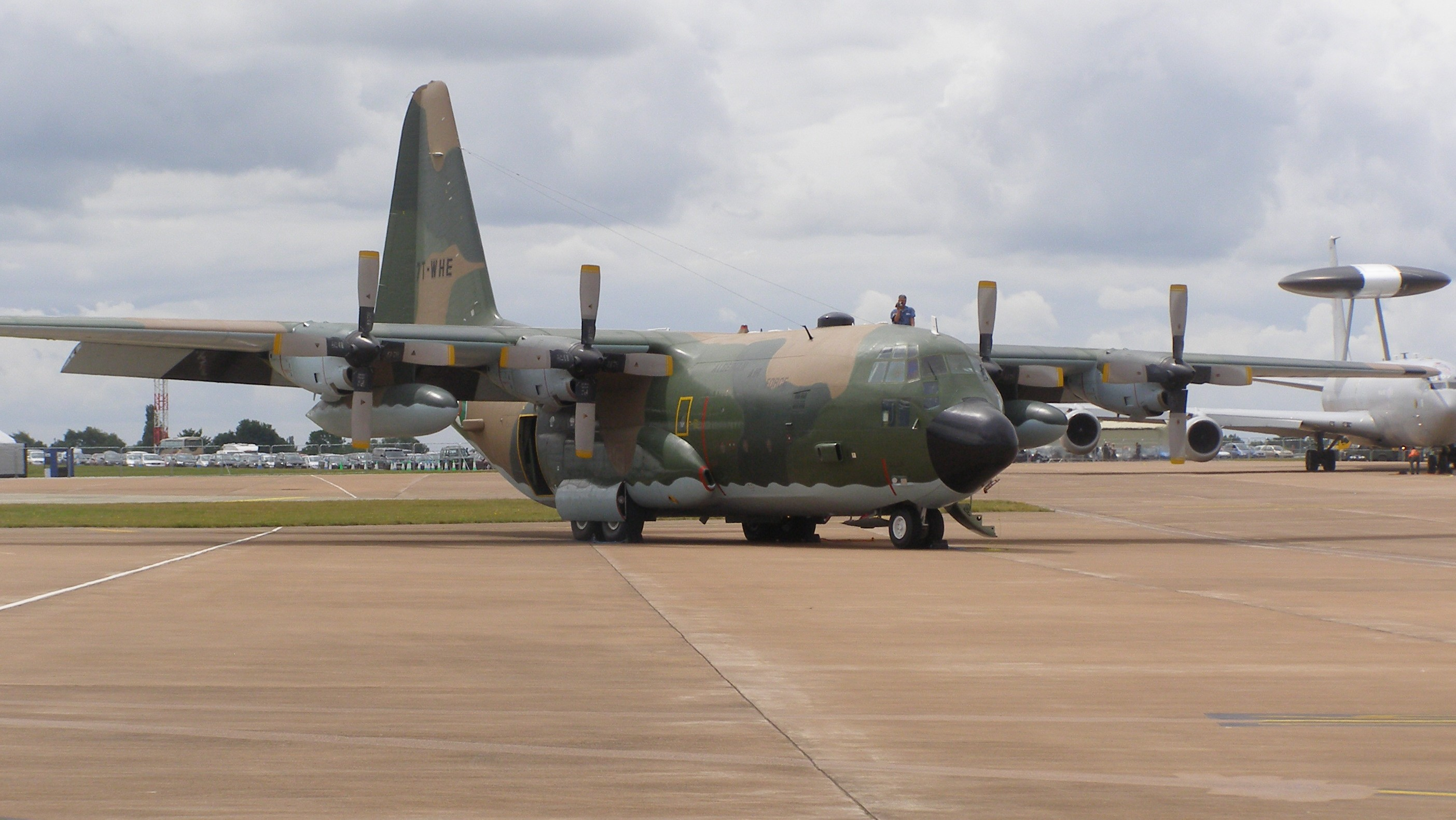
طائرة C-130H تابعة للقوات الجوية الجزائرية مختصة في حمل القوات الخاصة المظليين والمعدات الحربية

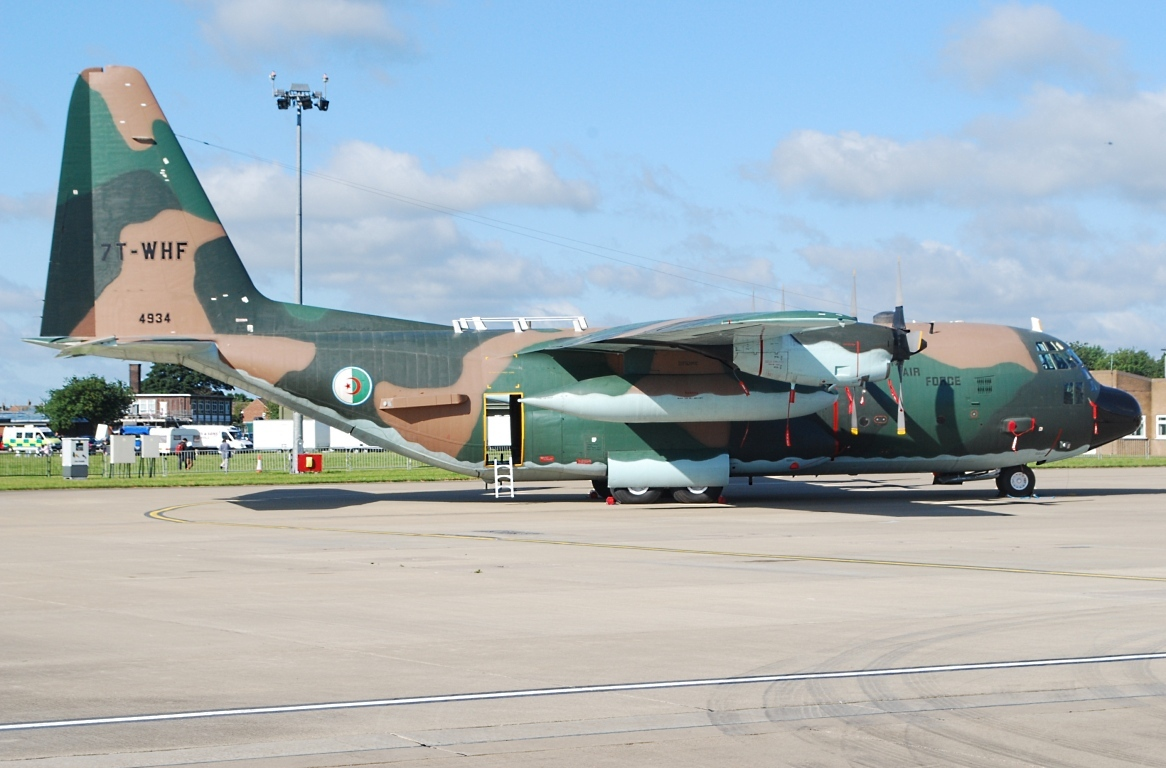
طائرة تابعة للقوات الجوية مختصة في حمل العربات العسكرية وقوات النخبة

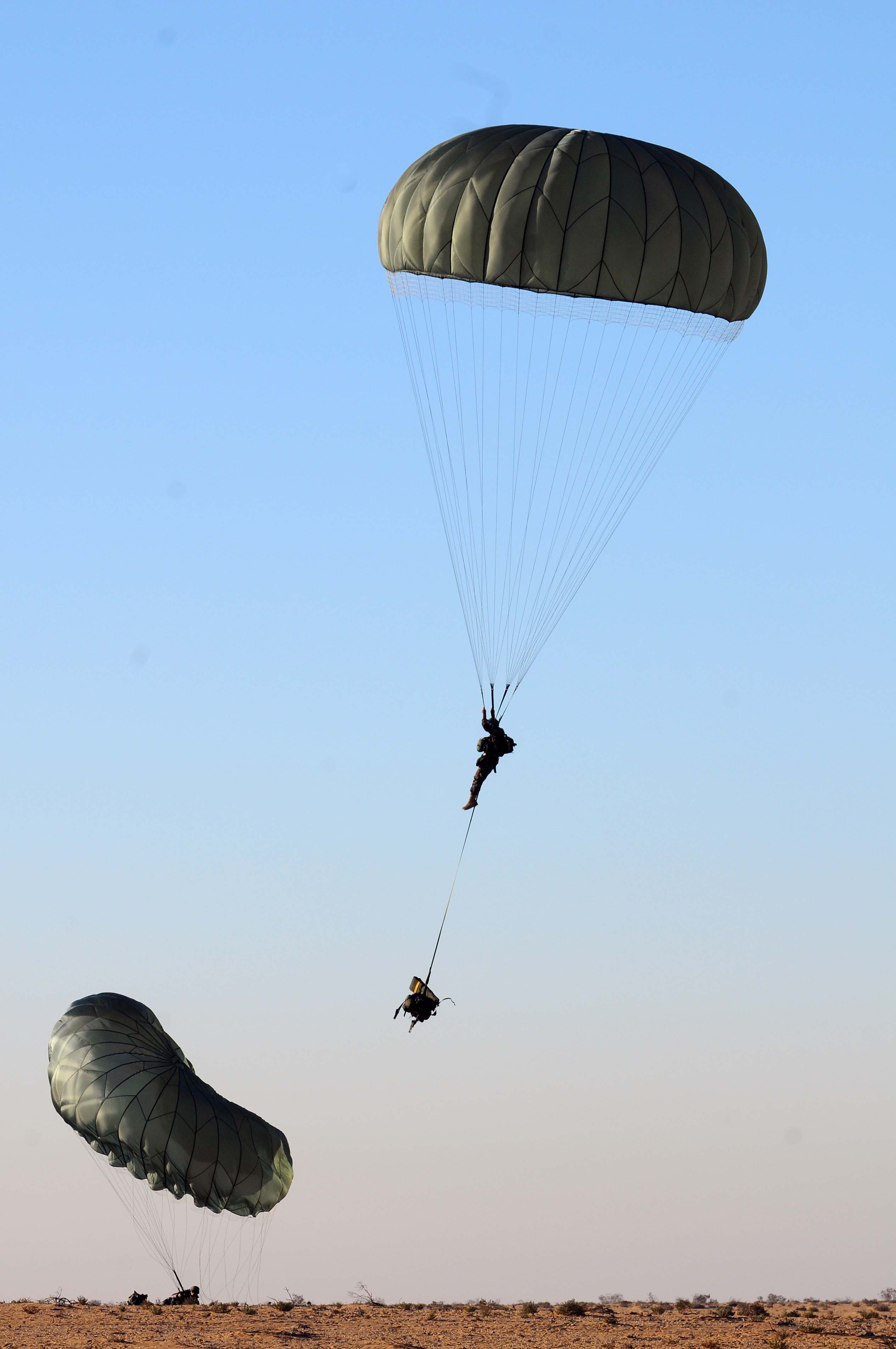
المظليين

القوات الخاصة أو الصاعقة أو النخبة (المغاوير) في الجزائر تنقسم إلى عدة فرق متخصصة هي :
- رمات الجو (فرق خاصة تابعة للقوات الجوية - المظليين) (القبعات الخضراء)
- رمات البر (فرق خاصة تابعة للقوات البرية : أقتحام، أستطلاع، عمليات دقيقة) (القبعات الحمراء)
- رمات البحر (فرق خاصة تابعة للقوات البحرية : غطاسين، اقتحام، ضفادع بشرية). (القبعات السوداء)
- حليا تم بناء فرق هجينة بين الصاعقة البحرية والجوية و مركزها في جيجل.
- وهناك المظلية أو كما يشاع عنهم بالجزائر القوات الخاصة (البارا) وهي عبارة عن جيش فرقة كاملة محمولة جوا (المظليين) لها من قدرات قتالية عالية ومستوى تدريب متطور، وقدرة على المواجهة والتحرك محليا أو إقليميا أو دوليا، خاصة في ظل التحديات التي تواجه الجزائر والمنطقة في الوقت الراهن، مزودة بمركبات رباعية الدفع، وعربات فهد صنع جزائري، وتعتبر هذه المركبات هي الأنسب للقوات الخاص وتحمل بالطائرات هيركوليز وتنزل بالمظللات في الأماكن الحربية.

### النينجا
كما قامت المؤسسة العسكرية الجزائرية بإحداث وحدات محترفة جديدة، تم أنتقاء عناصرها من جميع الألوية العسكرية المنتشرة في البلاد، انه جيش النخبة الذي أطلق عليه اسم النينج، جيش صغير يضم في صفوفه حوالي 60 ألف عنصر مدرب تدريبا جيدا، ويعتمد على الخناجر في قتاله وأنه يرابط بشكل خاص على الحدود مع الصحراء الغربية، ومزود بأحدث الأسلحة المشتراة من الصين الشعبية و كوريا الشمالية و البرازيل وجنوب أفريقيا، إضافة إلى السوق السوداء، جيشالنينج المستقل عن الوحدات الأخرى كان تحت الإشراف المباشر لرئيس الأركان السابق الجنرال محمد العماري.

## وحدة التدخل الخاصة الدرك الجزائري
هي وحدات التدخل الخاصة الدرك الوطني الجزائري (SSI)، مختصة في المواجهة الجسدية والتدخل المباشر والإنزال من طائرات هيليكوبتر على طريقة فرق (الصاعقة) وللقوات الخاصة للدرك طريقة فريدة جداً من نوعها، على غرار القيام بعملية إنزال من 4 طائرات مروحية دفعة واحدة، وهي العملية التي يبدى من خلالها الدركيون تحكّما كبيراً في تقنيات القتال، كما تزوّدت قوات التدخل الخاصة بصدريات واقية من الرصاص.

## الوحدة الخاصة الجديدة التابعة للشرطة الجزائرية (GOSP)
تخرج أول دفعة لوحدة خاصة جديدة مرتبطة مباشرة بالمدير العام للامن الوطني والتي تحمل تسمية (GOSP) أو Groupement des Opérations Spéciales) (de la Police جمهرة العمليات الخاصة للشرطة أو مجموعة العمليات الخاصة للشرطة (الجزائر)، مستلهمة كيانها من فرقة (RAID) الفرنسية، تتمثل مهمة هذه الوحدة في عمليات التدخل في البيئة الحضرية كالمدن ضد الأفراد المسلحين والذين يشكلون خطرا ويتم ذلك عن طريق التفاوض أو عن طريق القوة، كذلك من مهام الفرقة تسيير عمليات حجز الرهائن، نقل الشخصيات المهمة أو قدوم شخصيات من مستوى رفيع وتقديم المعونة والخبرة في مجال مكافحة الإرهاب. هذه الفرقة مختلفة عن فرقة البحث والتحري (BRI)، فمن خلال مهامها المتخصصة، تعد وحدات (BRI) الذراع الحديدي لمحاربة الجريمة والتحكم في الحشود، تجدر الإشارة إلى أن الوحدة تتوفر على عربة هجوم (MARS) و عربات رباعية الدفع مدرعة كما تستفيد الفرقة من دعم الوحدة الجوية للأمن الوطني، أما فيما يخص العتاد الفردي فيمكن ملاحظة استعمال بنادق (HK MP5) و (MP5 SD6) وبندقية قناصة غير ظاهرة الملامح (أغلب الضن أنها من طراز Sako) وكالعادة الرشاش (AKM)، إنشاء هذه الوحدة يأتي إستكمالا لعملية إعادة هيكلة المصالح الأمنية ومهامها المنوطة بها، الجيش مثلا عبر أفواج المناورات العملياتية (RMO) والتي تتبع لسلاح المظليين يمتلك قوات خاصة بمكنها التدخل كقوة خاصة في كامل التراب الوطني، مع إمكانية العمل بشكل مستقل في مناطق معادية داخل أو خارج حدود الوطن.
الدرك الوطني أيضا يمتلك وحدات “خاصة” مختلفة، منها (SSI) أو (السرايا الخاصة للتدخل) مهمتها تقديم الإسناد لمهام الشرطة القضائية في المناطق الجد حضرية، أيضا تساهم في التحكم في الحشود وحماية البنى التحتية. أما المفرزة الخاصة للتدخل (DSI) التي تمثل وحدة التدخل الخاصة بسلاح الدرك الوطني فتوكل لها مهام التدخل خارج المدن في القضايا الإجرامية الكبرى وحل المسائل البالغة الحساسية في إطار مكافحة الإرهاب، هذه الأخيرة كان لها دور في عملية احتجاز الرهائن في تيقنتورين.
المديرية العامة للأمن الوطني تمتكل فرقة خاصة (BRI) و التي تشبه فصيلة الأمن والتدخل التابعة للدرك الوطني (SSI) أصبح لديها فرقة أخرى ألا وهي (GOSP) وهي المقابل لمفرزة التدخل الخاصة التابعة للدرك الوطني (DSI)، يبقى فقط الكشف عن الوحدة المستقبلية للعمليات الخاصة للإستخبارات والتي فقدت مجموعة التدخل الخاص (GIS) لصالح عملية إعادة بناء مصالح الإستعلامات.

## معرض الصور

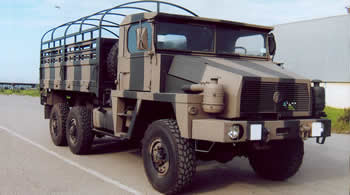
شاحنات عسكرية صنع جزائري لنقل القوات
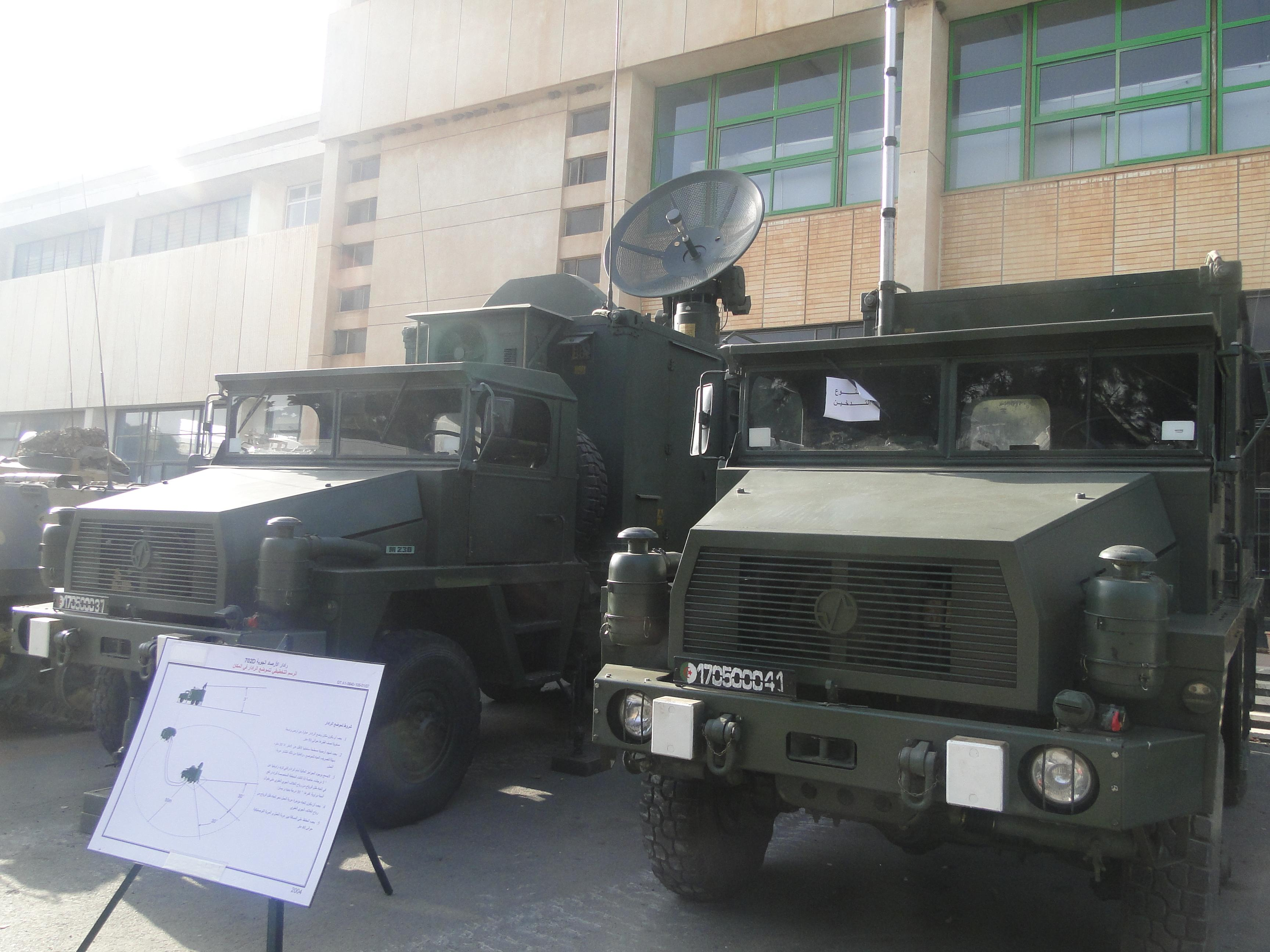
شاحنات عسكرية صنع جزائري لنقل القوات.
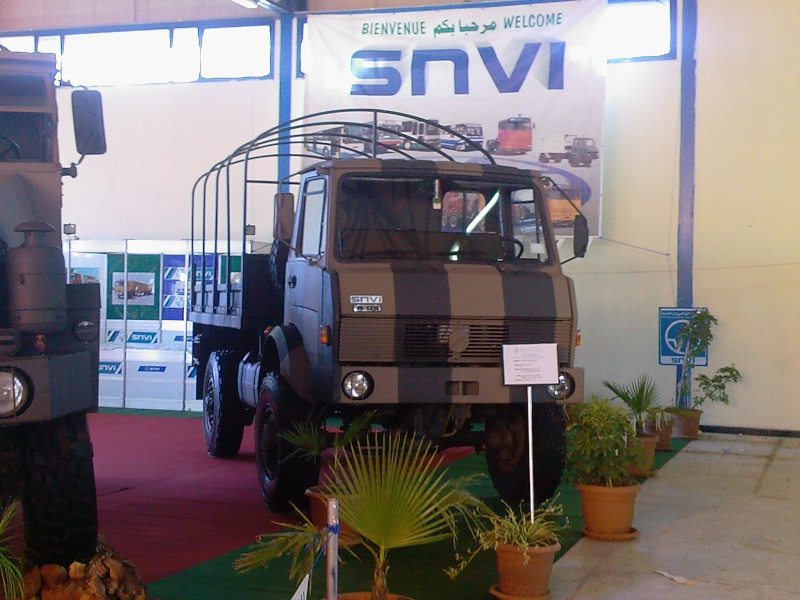
شاحنات عسكرية صنع جزائري لنقل القوات
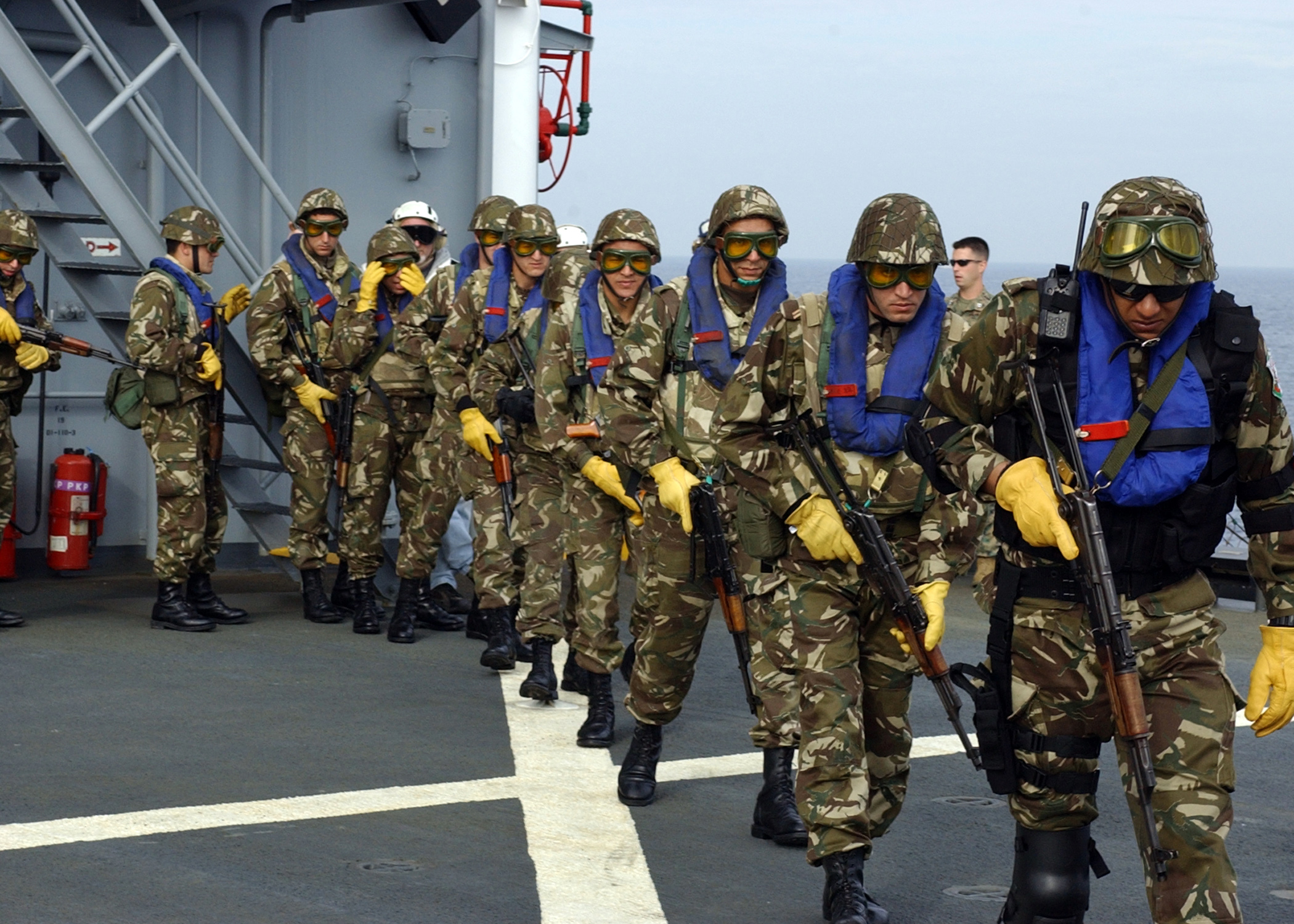
قوات النخبة للقوات البحرية
الضفادع البشرية الجزائرية

## وصلات داخلية
- الأمن العسكري (الجزائر)
- دائرة الاستعلام والأمن
- الحرس الجمهوري الجزائري
- القوات الجوية الجزائرية
- الأميرالية (الجزائر)
- قوات الضفادع البشرية الجزائرية
- القوات البحرية الجزائرية
- قلعة بني عباس (سفينة)
- الدرك الوطني الجزائري
- مجموعة التدخل الخاصة
- معركة الجزائر (توضيح)
- معركة نافارين
- تاريخ البحرية الجزائرية
- الأسطول البحري الجزائري
- سوناكوم ام 210 و ام 230
- وزارة التسليح والاتصالات العامة
- الفجر 10 أول نموذج لطائرة بدون طيار جزائرية 100%
- شرطة الجزائر

## وصلات خارجية
- وزارة الدفاع الوطني الجزائري
- التلغراف : القوات (الجزائرية) المدربة على يد الروس تستخدم أساليب وحشية
- المدرسة التطبيقية للقوات الخاصة ببسكرة تفتح أبوابها للجمهور
- تدخل عرين الأسد ببوغار وتستطلع يوميات “المغاوير"
- تاريخ الجيش الجزائري من 1954 إلى يومنا هذا
- حسب تقرير لمؤسسة (غلوبال فاير بوور) الجيش الجزائري ضمن أقوى 17 جيشا في العالم 2017
- القوات البرية الجزائرية